# Bastian (virksomhed)
 For alternative betydninger, se Bastian. (Se også artikler, som begynder med Bastian)
Bastian var en trævarefabrik i Horsens, etableret 1875 af grev Christian Emil Krag-Juel-Vind-Frijs til Frijsenborg, Boller og Stensballegård og ophørt allerede 1895.

## Struktur og formål
Fabrikken skulle forarbejde grevskabets træ til produkter såsom halvfærdige og færdige møbler og møbeldele, vogndele, redskabstræ og træsko og tilbød henved 470 forskellige produkter. Arbejdsopgaverne var fordelt således, at Frijsenborg Skovbrug tilbød egebark, slagler, staver af eg og bøg, telefonstænger, slingede lægter, håndskårne lægter og stakitter, mens savværket Pøt Mølle producerede ege- og grantømmer, planker og brædder, lægter, savede granstaver, egebunde, brolægningstræ og ejendommen Søborg tilbød grå og hvide pilebånd og kurvevidjer mv.
Råvarer og færdige produkter blev transporteret til og fra Bastian ad den nyanlagte jernbane. Endvidere var der mulighed for at flåde tømmer ad en kanal med forbindelse til Bygholm Å og videre til havnen. Fabriksanlægget ligger på Emil Møllers Gade 41 i Horsens. Bygningerne er opført 1874-75 ved ingeniør J.C. Clausen og udvidet 1936 i samme stil ved Viggo Norn.
Fabrikken beskæftigede i starten 30-40 mand og nåede op på ca. 120, inden den i 1896 blev solgt til fabrikant Emil Møller, der indrettede Emil Møllers Telefonfabrik på stedet.
Grev Frijs havde store visioner med fabrikken. Han ville ændre den opfattelse, at de danske skove kun kunne anvendes til brænde og demonstrere, at der kunne laves smukke produkter af dansk tømmer. Der blev ganske vist også produceret fine ting, men Bastian endte af andre grunde som en fiasko og måtte lukke ved grevens død efter kun 20 års virksomhed. Årsagerne var lavkonjunktur, forkerte forretningsstrategier og elendig ledelse.
Den nye ejer, Emil Møller, indrettede bygningerne til en elektromekanisk fabrik, der fremstillede telefoner og udstyr til telefoncentraler. Hans virksomhed fik eneret på at levere telefoner til Jydsk Telefons abonnenter . I 1917 blev firmaet omdannet til et aktieselskab, der i 1937 ændrede navn til Kristian Kirks Telefonfabrikker A/S. Der blev lavet telefoner i bygningerne indtil 1965.
Fabrikskomplekset blev solgt i 1972 og stod siden tomt og ubrugt hen i et par årtier, hvilket gik anlægget til at fremstå i kraftigt forfald. Den slette tilstand blev forværret ved en ildebrand i 1999. Fabrikken blev fredet i 1988 og blev restaureret i årene 2006-08.

## Arkitektur
Bastian har en grundplan som et stort H. Bygningerne er opført i blankmur med rød- og gulstribet murværk og krones af skifertage. I centrum for anlægget findes en skorsten med smedejernsbalkon, der imiterer en minaret. De øvrige bygninger omfatter et maskin- og kedelhus, hvorpå skorstenen sidder, en bestyrerbolig og en funktionærbolig med to lejligheder. Fra maskinhuset blev dampmaskinens kraft distribueret til maskinerne (båndsav, rundsav, høvlemaskine mv.) i to produktionsbygninger, der lå i forlængelse af maskinhuset. Disse to bindingsværkslænger er forsvundet. Fabrikkens arkitektur viser Clausen som en historicistisk arkitekt med en frodig fantasi og evne til at anvende forbillederne på en kreativ måde.
Maskin- og kedelhuset blev efter Møllers overtagelse i 1896 bygget sammen med en ny produktionsbygning i tre etager. Denne bygning blev i 1911 forlænget ved Viggo Norn, som også stod for den store udbygning i 1936. Norns indsats skabte en ny treetages produktionsbygning paralllelt med den eksisterende og en forbindelsesfløj imellem dem, hvorved H'et blev dannet. Norns udvidelser gentager loyalt den ældre arkitektur bortset fra støbejernsvinduerne, der er firkantede til forskel fra de ældre rundbuede udgaver.